# One Piece Of Tape
One Piece of Tape é o extended play (EP) de estreia da cantora e compositora alemã Kim Petras. Foi lançado digitalmente em 11 de março de 2011 através da Bionic Ballroo.

## Fundo
O EP foi gravado na Alemanha na época em que Kim recebia alguma atenção da mídia por causa de sua transição precoce de gênero. Kim gravou mais de 20 músicas para este EP. Foi o primeiro corpo de trabalho profissional de Kim e foi lançado no ITunes e Amazon na época. No entanto, o EP não é considerado um trabalho oficial, pois Kim o retirou de seu catálogo e não está mais disponível para streaming ou download legal.

## Alinhamento de faixas
Créditos adaptados do Genius.
| N.º            | Título              | Compositor(es)                           | Produtor(es)    | Duração |  |
| 1.             | "One Piece of Tape" | Kim Petras Andre Schild Alexander Breuer | Schild          | 3:52    |  |
| 2.             | "Feel It"           | Petras Guido Gronwald Sanli Alpsar       | Alpsar          | 3:57    |  |
| 3.             | "Supersonic"        | Petras Gronwald Alpsar                   | Gronwald        | 3:59    |  |
| 4.             | "Money Got Her Hot" | Petras Gronwald Alpsar                   | Gronwald Alpsar | 3:24    |  |
| Duração total: | Duração total:      | Duração total:                           | Duração total:  | 15:12   |  |